# Estonia na Letnich Igrzyskach Olimpijskich 1992
Estonię na Letnich Igrzyskach Olimpijskich 1992 reprezentowało 37 sportowców. Były to pierwsze letnie igrzyska dla tego kraju po odzyskaniu niepodległości, zarazem pierwsze letnie igrzyska w których w estońskich barwach wystąpiły kobiety. Zdobyli dwa medale, w tym jeden złoty, wywalczony przez kobietę, Erikę Salumäe, która obroniła mistrzostwo olimpijskie zdobyte w Seulu.

## Zawodnicy

### Judo
Mężczyźni
- Indrek Pertelson

| Konkurencja | Zawodnik         | Miejsce |
| ----------- | ---------------- | ------- |
| 95 kg       | Indrek Pertelson | 5.      |

### Kajakarstwo
Mężczyźni
- Tiit Tikerpe

| Konkurencja | Zawodnik     | I runda | I runda | Repasaże | Repasaże | Półfinały | Półfinały | Finały | Finały  |
| Konkurencja | Zawodnik     | Czas    | Miejsce | Czas     | Miejsce  | Czas      | Miejsce   | Czas   | Miejsce |
| ----------- | ------------ | ------- | ------- | -------- | -------- | --------- | --------- | ------ | ------- |
| C-1 500 m   | Tiit Tikerpe | 1:57.95 | 4.      | 1:56.24  | 2.       | 2:06.24   | 9.        | nq     | nq      |
| C-1 1000 m  | Tiit Tikerpe | 4:14.73 | 5.      | 4:05.05  | 3.       | [4:31.31] | DSQ       | DSQ    | DSQ     |

### Kolarstwo
Kobiety
- Erika Salumäe

| Konkurencja | Zawodniczka   | Kwalifikacje | Kwalifikacje | I runda | I runda | Ćwierćfinały | Ćwierćfinały | Półfinały | Półfinały | Finały   | Finały      |
| Konkurencja | Zawodniczka   | Czas         | Miejsce      | Czas    | Miejsce | Stosunek     | Miejsce      | Stosunek  | Miejsce   | Stosunek | Miejsce     |
| ----------- | ------------- | ------------ | ------------ | ------- | ------- | ------------ | ------------ | --------- | --------- | -------- | ----------- |
| Sprint      | Erika Salumäe | 11.857       | 6.           | 12.377  | 1.      | 2:1          | Q.           | 2:0       | Q.        | 2:1      | Złoty medal |

Mężczyźni
- Lauri Aus
- Raido Kodanipork

| Konkurencja                             | Zawodnik         | Miejsce |
| --------------------------------------- | ---------------- | ------- |
| Wyścig indywidualny ze startu wspólnego | Lauri Aus        | 5.      |
| Wyścig indywidualny ze startu wspólnego | Raido Kodanipork | 9.      |

### Lekkoatletyka
Kobiety
- Anu Kaljurand

| Konkurencja | Zawodniczka   | Wynik | Miejsce |
| ----------- | ------------- | ----- | ------- |
| 100 płotki  | Anu Kaljurand | 13.81 | I runda |
| Siedmiobój  | Anu Kaljurand | 6.095 | 17.     |

Mężczyźni
- Valeri Bukrejev
- Andrei Nazarov
- Erki Nool
- Jüri Tamm

| Konkurencja   | Zawodnik        | Wynik | Miejsce |
| ------------- | --------------- | ----- | ------- |
| Skok o tyczce | Valeri Bukrejev | 5.50  | 17.     |
| Rzut młotem   | Jüri Tamm       | 77.52 | 5.      |
| Dziesięciobój | Andrei Nazarov  | 8.052 | 14.     |
| Dziesięciobój | Erki Nool       | DNF   | DNF     |

### Łucznictwo
Mężczyźni
- Raul Kivilo

| Konkurencja   | Zawodnik    | Wynik | Miejsce |
| ------------- | ----------- | ----- | ------- |
| Indywidualnie | Raul Kivilo | 1245  | 52.     |

### Pięciobój nowoczesny
Mężczyźni
- Imre Tiidemann

| Konkurencja   | Zawodnik       | Punkty | Miejsce |
| ------------- | -------------- | ------ | ------- |
| Indywidualnie | Imre Tiidemann | 4980   | 39.     |

### Pływanie
Mężczyźni
- Ilmar Ojase
- Marko Pachel
- Indrek Sei
- Aldo Suurväli

| Konkurencja              | Zawodnik                                          | Czas    | Miejsce |
| ------------------------ | ------------------------------------------------- | ------- | ------- |
| 50 m stylem dowolnym     | Indrek Sei                                        | 23.68   | 31.     |
| 100 m stylem dowolnym    | Indrek Sei                                        | 51.47   | 32.     |
| 100 m stylem grzbietowym | Ilmar Ojase                                       | 57.08   | 20.     |
| 200 m stylem grzbietowym | Ilmar Ojase                                       | 2:05.76 | 30.     |
| 100 m żabką              | Marko Pachel                                      | 1:03.40 | 19.     |
| 100 m delfinem           | Aldo Suurväli                                     | 55.78   | 30.     |
| Sztafeta 4x100 m         | Ilmar Ojase Marko Pachel Aldo Suurväli Indrek Sei | 3:46.87 | 15.     |

### Tenis stołowy
Mężczyźni
- Igor Solopov

| Konkurencja   | Zawodnik     | Wynik                                     | Miejsce |
| ------------- | ------------ | ----------------------------------------- | ------- |
| Indywidualnie | Igor Solopov | 3 msc. w grupie B w rundzie eliminacyjnej | 33.     |

### Strzelectwo
Kobiety
- Inna Rose

| Konkurencja                 | Zawodniczka | Wynik | Miejsce |
| --------------------------- | ----------- | ----- | ------- |
| Pistolet dowolny, 25 m      | Inna Rose   | 567   | 35.     |
| Pistolet pneumatyczny, 10 m | Inna Rose   | 376   | 21.     |

Mężczyźni
- Peeter Päkk
- Urmas Saaliste

| Konkurencja | Zawodnik       | Wynik | Miejsce |
| ----------- | -------------- | ----- | ------- |
| trap        | Urmas Saaliste | 137   | 39.     |
| skeet       | Peeter Päkk    | 144   | 33.     |

### Szermierka
Mężczyźni
- Kaido Kaaberma
- Viktor Zuikov

| Konkurencja | Zawodnik       | Miejsce |
| ----------- | -------------- | ------- |
| Szpada      | Kaido Kaaberma | 4.      |
| Szpada      | Viktor Zuikov  | 39.     |

### Wioślarstwo
Mężczyźni
- Marek Avamere
- Vjatšeslav Divonin
- Jüri Jaanson
- Roman Lutoškin
- Priit Tasane
- Toomas Vilpart
- Tarmo Virkus

| Konkurencja          | Zawodnik                                                     | Czas    | Miejsce |
| -------------------- | ------------------------------------------------------------ | ------- | ------- |
| Jedynki              | Jüri Jaanson                                                 | 7:12.92 | 5.      |
| Dwójka podwójna      | Priit Tasane Roman Lutoškin                                  | 6:23.34 | 4.      |
| Czwórka bez sternika | Vjatšeslav Divonin Tarmo Virkus Toomas Vilpart Marek Avamere | 6:30.63 | 14.     |

### Zapasy
Mężczyźni
- Arvi Aavik
- Helger Hallik
- Küllo Kõiv
- Valeri Nikitin

| Konkurencja       | Zawodnik       | Wynik   |
| ----------------- | -------------- | ------- |
| Klasyczny, 68 kg  | Valeri Nikitin | 3 runda |
| Klasyczny, 100 kg | Helger Hallik  | 10.     |
| Wolny, 68 kg      | Küllo Kõiv     | 2 runda |
| Wolny, 100 kg     | Arvi Aavik     | 3 runda |

### Żeglarstwo
Kobiety
- Krista Kruuv

| Konkurencja | Zawodniczka  | Punkty | Miejsce |
| ----------- | ------------ | ------ | ------- |
| Europe      | Krista Kruuv | 67.1   | 6.      |

Mężczyźni
- Kaijo Kuusing
- Toomas Tõniste
- Tõnu Tõniste

| Konkurencja | Zawodnik                    | Punkty | Miejsce       |
| ----------- | --------------------------- | ------ | ------------- |
| 470         | Toomas Tõniste Tõnu Tõniste | 68.7   | Brązowy medal |
| Mistral     | Kaijo Kuusing               | 233.0  | 21.           |